# Polina Pechovová
Polina Sergejevna Pechovová, bělorusky Паліна Пехава, Palina Pechava; rusky Полина Сергеевна Пехова, Polina Sergejevna Pechova (* 21. března 1992 Minsk) je běloruská profesionální tenistka. Ve své dosavadní kariéře vyhrála na okruhu WTA Tour jeden turnaj ve čtyřhře, když spolu s polskou hráčkou Paulou Kaniovou zvítězily na zářijovém Tashkent Open 2012. V rámci okruhu ITF získala do roku 2013 dva tituly ve čtyřhře.
Na žebříčku WTA byla ve dvouhře nejvýše klasifikována v červenci 2012 na 287. místě a ve čtyřhře pak v říjnu téhož roku na 136. místě.
V roce 2009 se probojovala do finále čtyřhry juniorského Orange Bowlu, kde s Američankou Noel Scottovou nestačily na bělorusko-ruský pár Anna Orliková a Valerija Solovjovová.
Do roku 2013 neodehrála žádný zápas v běloruském fedcupovém týmu.

## Finálové účasti na turnajích WTA Tour
| Legenda                           |
| --------------------------------- |
| D – dvouhra; Č – čtyřhra          |
| Grand Slam (0)                    |
| WTA Tour Championships (0)        |
| Premier Mandatory & Premier 5 (0) |
| Premier (0)                       |
| International (1–0 Č)             |

### Čtyřhra: 1 (1–0)
| Stav    | Č. | Datum         | Turnaj  | Povrch | Spoluhráčka   | Soupeřky ve finále                 | Výsledek |
| ------- | -- | ------------- | ------- | ------ | ------------- | ---------------------------------- | -------- |
| Vítězka | 1. | 15. září 2012 | Taškent | tvrdý  | Paula Kaniová | Anna Čakvetadzeová Vesna Doloncová | 6–2skreč |

## Finálové účasti na turnajích okruhu ITF
| $100,000 tournaments |
| $75,000 tournaments  |
| $50,000 tournaments  |
| $25,000 tournaments  |
| $10,000 tournaments  |

### Dvouhra: 1 (0–1)
| Stav       | Č. | Datum          | Turnaj    | Povrch | Soupeřka ve finále | Výsledek |
| ---------- | -- | -------------- | --------- | ------ | ------------------ | -------- |
| Finalistka | 1. | 9. května 2010 | Florencie | antuka | Liana Ungurová     | 3–6, 5–7 |

### Čtyřhra: 3 (2–1)
| Stav       | Č. | Datum              | Turnaj    | Povrch       | Spoluhráčka         | Soupeřky ve finále                     | Výsledek         |
| ---------- | -- | ------------------ | --------- | ------------ | ------------------- | -------------------------------------- | ---------------- |
| Finalistka | 1. | 7. května 2010     | Florencie | antuka       | Lu Ťing-ťing        | Maret Aniová Julia Schruffová          | 3–6, 4–6         |
| Vítězka    | 2. | 20. listopadu 2010 | Opolí     | koberec (hi) | Oxana Kalašnikovová | Paula Kaniová Magda Linetteová         | 6–3, 6–4         |
| Vítězka    | 3. | 20. listopadu 2010 | Moskva    | tvrdý (h)    | Paula Kaniová       | Tatiana Kotelnikovová Lydia Morozovová | 6–4, 3–6, [10–7] |